# Marc Giron (diplomat)
Marc Kristian Giron, född 30 oktober 1919 i Stockholm, död 26 september 1979, var en svensk diplomat.

## Biografi
Giron var son till konteramiral Marc Giron och Kitty Fougner samt bror till Tage Giron. Han tog studentexamen 1938, juris kandidatexamen i Stockholm 1944 innan han blev attaché vid Utrikesdepartementet (UD) 1944. Giron tjänstgjorde i Berlin 1944-1945, Bern 1945-1947, var tillförordnad chargé d’affaires i Sofia 1947-1948 och var vicekonsul vid generalkonsulatet i Bombay 1948. Han var attaché i New Delhi 1949-1950, andre sekreterare vid UD 1950, förste sekreterare där 1953 och förste ambassadsekreterare vid Sveriges ständiga representation vid FN i New York 1957 samt ambassadråd där 1960. Giron var ambassadråd i Oslo 1961-1963, sändebud i Lagos 1963-1966, biträdande chef för UD:s politiska avdelning 1966-1972, ambassadör i Tunis 1972-1976, Tripoli 1973-1974 och Prag 1976. Han var generalkonsul i Hamburg från 1977 till sin död 1979.
Giron gifte sig 1946 med Brita Lindh (1918-1999), dotter till ingenjören Fred Lindh och Anna Pedro. Han var far till Marc (1952-2010) och Jan (född 1955). Giron avled 1979 och gravsattes på Galärvarvskyrkogården i Stockholm.

## Utmärkelser
Girons utmärkelser:
- Riddare av Norska Sankt Olavsorden (RNS:tOO)
- Svenska Röda Korsets förtjänsttecken i silver (SRKftjtS)
- Norska Röda Korsets förtjänsttecken i silver (NRKftjtS)